# Ширококолійна залізниця Ужгород — Ганиська
Ширококолійна залізниця Ужгород — Ганиська — одноколійна залізнична лінія у східній частині Словаччини з шириною колії 1520 мм. Лінія служить головним чином для перевезення залізної руди до металургійного комбінату поблизу Кошиць — U. S. Steel Košice, s.r.o.
Лінія завдовжки 88 км (від станції Ужгород до станцій Ганиська біля однойменного села) була побудована у 1966. 8 км лінії знаходяться на території України, решта — на території Словаччини.
У 1960-ті із завершенням модернізації сталеливарного заводу в Кошицях виріс імпорт залізної руди з СРСР. Потужності залізничного переходу Чоп — Чиєрна-над-Тісоу вже не вистачало, адже колія в СРСР і Чехословаччині була різною, і доводилося здійснювати перевалювання вантажу або зміну візків. Тоді було прийнято рішення побудувати залізничну лінію з шириною колії 1520 мм на території Чехословаччини. Будівельні роботи зі спорудження залізниці були розпочаті 4 листопада 1965 року. Відкриття лінії відбулося 1 травня 1966 року.
Спочатку лінія обслуговувалася на тепловозній тязі. У 1978 лінія була електрифікована на постійному струмі (3 кВ).
Потяги на цій лінії обслуговуються спаркою електровозів 125.8 виробництва заводу Škoda. Електровози ці не мають буферів, на них встановлені автозчеплення СА-3. Між Требішовом і Русковим є підйом в 15 ‰, на цій ділянці застосовується підштовхування.
Крім вантажних поїздів, по лінії курсують дизельні автомотриси, які розвозять залізничників по лінії. Пасажирського руху через кордон по цій лінії немає.
Максимальна швидкість на цій лінії від 50 до 60 км/год. Лінію обслуговує дві станції: Матьовце і Ганиська та 6 роз'їздів. Вага поїздів на лінії — 4200 тонн. Локомотивне депо одне, розташоване на станції Ганиська. На лінії розташований прикордонний пункт контролю Павлове.

## Ресурси Інтернету
- Опис лінії на vlaky.net [Архівовано 1 жовтня 2020 у Wayback Machine.] (словац.)
- Опис лінії на spz.logout.cz [Архівовано 27 червня 2019 у Wayback Machine.] (чеськ.)
- Рухомий склад залізниці [Архівовано 24 липня 2019 у Wayback Machine.] (чеськ.)
- Магістральні електровози 125.8, які працюють на лії [Архівовано 14 серпня 2021 у Wayback Machine.] (рос.)
- Маневрові тепловози, які працюють на лінії:  [Архівовано 30 березня 2015 у Wayback Machine.],  [Архівовано 30 березня 2015 у Wayback Machine.],  [Архівовано 29 березня 2015 у Wayback Machine.],  [Архівовано 30 березня 2015 у Wayback Machine.],  [Архівовано 16 березня 2015 у Wayback Machine.],  [Архівовано 30 березня 2015 у Wayback Machine.] (рос.)